# Ван Чун (художник)
Ван Чун (王寵, 1494 — 1533) — художник та каліграф часів династії Мін, представник школи У.

## Життєпис
Народився у 1471 році у м. Чанчжоу (сучасний Сучжоу, провінція Цзянсу). Його вчителем був відомий, але пізніше забутий каліграф Цай Юй, який навчався свого часу у Чжу Юньміна. Закінчив імператорський коледж в Нанцзині. Втім не зміг зробити службової кар'єри й повернувся до Чанчжоу. Усе життя прожив у рідному місті. Професійно займався живописом й каліграфією, заробляючи цим на життя.

## Творчість
Як каліграф Ван Чун працював у стилі сіншу і скоропису. У перших двох почерках він робив короткі інтервали між знаками в стовпцях. Ієрогліфи мають квадратний формат, але його енергопотоки ши округлі. Деякі відкидні розтягнуті в довжину в дусі танського Юй Шинаня. Техніка роботи пензлем Ван Чуна сходить до майстрів династій Цзінь і Тан, але він поєднує каліграфічну спадщина в найбагатших метаморфозах власного стилю. Пензель Ван Чуна рухається легко і дуже природно. В його манері поєднувалися незвичність і піднесеність Чжу Юньміна і гармонійність і витонченість Вень Чженміна.
Відомий горизонтальний сувій Ван Чуна «Цянь Цзи вень» («Пропис тисячі ієрогліфів») з тайбейського музею Гугун, виконаний почерком чжанцао. Техніка письма сходить до «Ши ци ті» Ван Січжи. Вважається, що серед мінських каліграфів ніхто так глибоко не збагнув секрет цієї видатної пам'ятки і не втілив його у власній стілістичній манері.
У живописі спеціалізувався у відображені пейзажі. На тепер не зберіглося жодної картини з доробку Ван чуна. свого часу його називали одним з «Трьох корифеїв з У» (спілько з Чжу Юньміном та Вень Чженмінєм).